# Villargordo del Cabriel
Villargordo del Cabriel (em castelhano e oficialmente) ou Villargordo del Cabriol (em valenciano) é um município da Espanha na província de Valência, Comunidade Valenciana. Tem 72,2 km² de área e em 2021 tinha 585 habitantes (densidade: 8,1 hab./km²).

## Demografia
| Variação demográfica do município entre 1991 e 2004 | Variação demográfica do município entre 1991 e 2004 | Variação demográfica do município entre 1991 e 2004 | Variação demográfica do município entre 1991 e 2004 |
| --------------------------------------------------- | --------------------------------------------------- | --------------------------------------------------- | --------------------------------------------------- |
| 1991                                                | 1996                                                | 2001                                                | 2004                                                |
| 799                                                 | 739                                                 | 666                                                 | 719                                                 |